# سالم أبو جمهور
سالم أبو جمهور (وُلد عام 1962) هو شاعرٌ إماراتي، وعضوٌ في اتحاد كتاب وأُدباء الإمارات.

## إصداراته الشعرية
نشرت له المجموعات التالية:
- روائح النود
- تصاريح
- على السيكل
- دكان أمين
- طخ طرخطخ
- بتروكولا
- رسام الأميرة
- ملاعب البالون
- ترجمة ملاعب البالون الألمانية
- رجائي

## وصلات خارجية
- سالم أبو جمهور على موسوعة الديوان الشعرية.